# Синвэнь
Синвэ́нь (кит. упр. 兴文, пиньинь Xīngwén) — уезд городского округа Ибинь провинции Сычуань (КНР).

## История
В этих местах издавна жили некитайские народности. Во времена монгольской империи Юань в 1285 году они были включены в состав области Жун (戎州). При империи Мин в 1371 году область была понижена в статусе до уезда — так появился уезд Жун (戎县). Жившая в этих местах с древних времён народность бо во второй половине XVI века восстала против китайских властей, и в 1573 году была полностью уничтожена, а в знак того, что в дальнейшем не придётся применять военных методов и будет пропагандироваться культура, уезд в 1574 году был переименован в Синвэнь («прославлять культуру»).
В ноябре 1950 года был образован Специальный район Ибинь (宜宾区专), и уезд вошёл в его состав. В 1970 году Специальный район Ибинь был переименован в Округ Ибинь (宜宾地区). В 1996 году постановлением Госсовета КНР округ Ибинь был расформирован, и территория бывшего округа Ибинь стала Городским округом Ибинь.

## Административное деление
Уезд Синвэнь делится на 10 посёлков и 5 национальных волостей.

## Достопримечательности
На территории уезда Синвэнь находится геопарк ЮНЕСКО — Каменный лес Синвэня (национальный парк КНР).